# 2000 km durch Deutschland

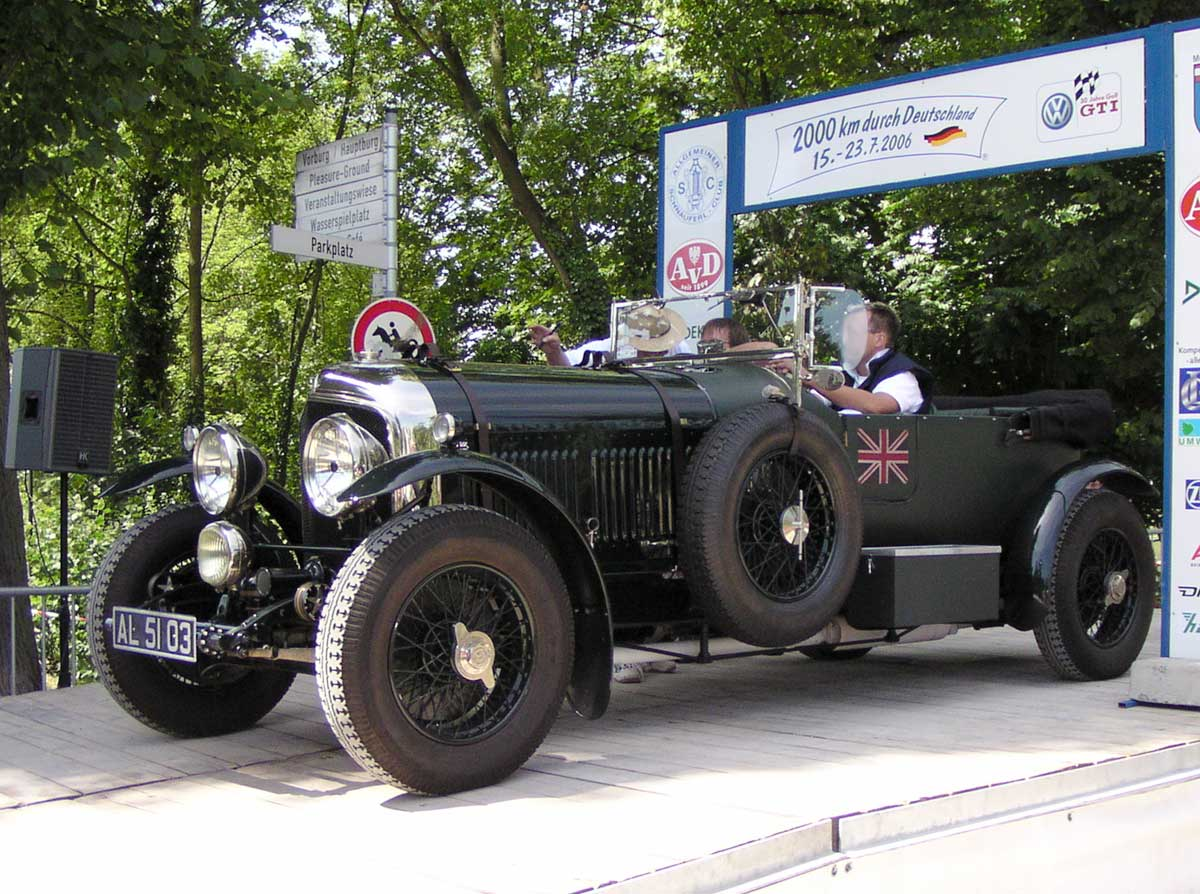
2006: Bentley Le Mans Special mit 4,5 l Hubraum auf der Startrampe

Die 2000 km durch Deutschland war ein Straßenrennen in Deutschland.
Ursprünglich als deutsches Pendant der Mille Miglia 1933 und 1934 als Zuverlässigkeitsfahrt durchgeführt, wurde die Veranstaltung ab 1979 als Oldtimer-Rallye ausgetragen. Die Deutsche Wiedervereinigung ermöglichte der 1990er-Rallye eine der ersten gesamtdeutschen Motorsportveranstaltungen, die einige Jahre von breitem Publikumsinteresse begleitet wurde. Von 1999 bis 2011 wurde die Veranstaltung ohne Unterbrechung jährlich lückenlos ausgerichtet und 2016 nochmals. Seitdem ist sie wieder Motorsportgeschichte. Pläne zur Neuauflage waren 2020 nicht bekannt.

## Geschichte

### Ursprung als Rennen
Im Jahr 1933 fanden die 2000 km durch Deutschland zum ersten Mal statt und waren zu dieser Zeit das bedeutendste deutsche Langstrecken-Straßenrennen. Die serienmäßigen Fahrzeuge fuhren nonstop ab Baden-Baden einen Rundkurs von etwa 2000 Kilometern über München, Sachsen, Berlin, das Ruhrgebiet, Köln und die Pfalz zurück zum Ausgangsort Baden-Baden. Insgesamt wurden 583 Ortschaften durchfahren. Die Strecke verlief etwa zur Hälfte flach oder mit leichten Steigungen. Ebenfalls gab es steile und kurvenreiche Straßen in verschiedenen Mittelgebirgen. 176 Kraftwagen und 34 Motorradgespanne starteten am 22. Juli 1933 ab drei Uhr morgens im Minutenabstand von Baden-Baden. Ab zwei Uhr nachmittags kamen in Chemnitz 244 Starter auf Solomaschinen zum Feld der insgesamt 454 Teilnehmer hinzu. Der Kurs zwischen Berlin und Köln wurde als „Nachtstrecke“ ausgewiesen. Die zu erreichenden Durchschnittsgeschwindigkeiten lagen je nach Fahrzeugklasse zwischen 56 und 88 km/h.
Neben etlichen Privatteilnehmern gab es auch markenorientierte Gruppen unter den Platzierungen:
- H. Kirchberg kam auf DKW als erster ins Ziel. Er fuhr in der Gruppe der Motorräder über 400 cm³ die auf 1200 Kilometer verkürzte Strecke von Chemnitz bis Baden-Baden.
- O. Winkelmann auf Adler Trumpf kam fast gleichzeitig mit Kirchberg an und belegte mit drei Stunden Vorsprung den Platz des ersten Wagens. Er fuhr in der Gruppe III (Automobile 1500–2000 cm³) und benötigte mit einer Durchschnittsgeschwindigkeit von 83,3 km/h für die volle Strecke (rund 2000 Kilometer) eine Fahrzeit von 25 Stunden und 6 Minuten.
- Von zwölf Opel-Fahrzeugen kam Erwin Sander auf einem Sport-Zweisitzer mit 1,8-Liter-Sechszylinder-Motor nach 26 Stunden und 23 Minuten mit einer Durchschnittsgeschwindigkeit von 78,8 km/h ins Ziel.

Im Jahr 1934 fanden die 2000 km durch Deutschland mit 1738 Teilnehmern ein weiteres Mal als Straßenrennen statt. Organisiert wurde auch diese Fahrt von Adolf Hühnlein, Korpsführer des NSKK. Die Streckensicherung übernahm das NSKK, wie im Vorjahr unterstützt durch andere Parteiorganisationen. Start und Ziel war wiederum im Rennsport-erprobten Baden-Baden. Dort starteten 650 Automobile und in Leipzig zusätzlich 1088 Motorräder.
Auch 1934 gab es neben Privatteilnehmern markenorientierte Teilnahmen:
- Von BMW waren Fahrzeuge der Typen BMW 315/1, BMW 303 und BMW 315 sowie mehrere Gespanne vom Typ BMW R 16 beteiligt.[4][5][6][7]
- Mercedes-Benz setzte sechs für den Wettbewerb als „Sportlimousine“ gebaute Mercedes-Benz W 30 mit 1,5-l-Motor ein. Insgesamt erzielte die Marke 26 goldene, drei silberne und drei bronzene Medaillen in Einzel- und Mannschaftswertung.[8]

### Wiederaufnahme als Oldtimerrallye
Im Jahr 1979 richtete der BMW Veteranen-Club Deutschland die Veranstaltung aus. Ab 1989 fanden die 2000 km durch Deutschland meist jährlich statt. Die Organisation und Leitung übernahm Günter Krön aus Merbeck. Die Streckenführung der einwöchigen Zuverlässigkeitsfahrt für Oldtimer war an der historischen Route orientiert. Mönchengladbach wurde mehrfach Start- und Zielort.
| Jahr | Termin         | Auftakt         | Startort        | Zielort         | Gesamt- strecke | Fahrzeuge |
| ---- | -------------- | --------------- | --------------- | --------------- | --------------- | --------- |
| 1979 | 0712           |                 | München         | München         |                 |           |
| 1989 |                | Baden-Baden     | Baden-Baden     | Baden-Baden     |                 | 45        |
| 1990 |                |                 |                 |                 |                 | 115       |
| 1992 | 15.–23. August | Mönchengladbach | Mönchengladbach | Mönchengladbach | 2294 km         |           |
| 1996 | 20.–28. Juli   |                 |                 |                 |                 |           |
| 1999 | 17.–25. Juli   |                 |                 |                 |                 |           |
| 2000 | 15.–23. Juli   | Mönchengladbach | Mönchengladbach | Mönchengladbach | 2437 km         | 216       |
| 2001 | 21.–29. Juli   |                 |                 |                 | 2472 km         | 208       |
| 2002 | 13.–21. Juli   |                 |                 | Mönchengladbach |                 | 210       |
| 2003 | 19.–27. Juli   | Mönchengladbach | Mönchengladbach | Mönchengladbach | 2420 km         | 115       |
| 2004 | 17.–25. Juli   | Mönchengladbach | Mönchengladbach | Mönchengladbach | 2171 km         | 176       |
| 2005 | 16.–24. Juli   | Mönchengladbach | Mönchengladbach | Mönchengladbach | 2140 km         | 142       |
| 2006 | 15.–23. Juli   | Mönchengladbach | Mönchengladbach | Mönchengladbach | 2480 km         | 148       |
| 2007 | 21.–29. Juli   | Mönchengladbach | Mönchengladbach | Mönchengladbach | 2280 km         | 140       |
| 2008 | 12.–20. Juli   | Hannover        | Düsseldorf      | Hannover        |                 | 106       |
| 2009 | 4.–12. Juli    |                 | Hannover        | Düsseldorf      |                 | 52        |
| 2010 | 10.–18. Juli   |                 | Hannover        | Hannover        |                 | 55        |
| 2011 | 23.–31. Juli   | Hannover        | Hannover        | Hannover        |                 | 39        |
| 2016 | 9.–23. Juli    |                 | München         | München         |                 |           |

Im ersten Jahr der Neuauflage nahmen 45 Fahrzeuge teil und Baden-Baden war einer der Etappenorte. Die Etappen waren maximal 500 Kilometer lang und für einen Schnitt von 40 km/h ausgelegt. 1990 konnte erstmals der Osten Deutschlands einbezogen werden und 1991 verlief die Fahrt auf der historischen Route der 1930er-Jahre. Die Rallye war bis 2011 die größte Veranstaltung dieser Art für historische Fahrzeuge in Deutschland.

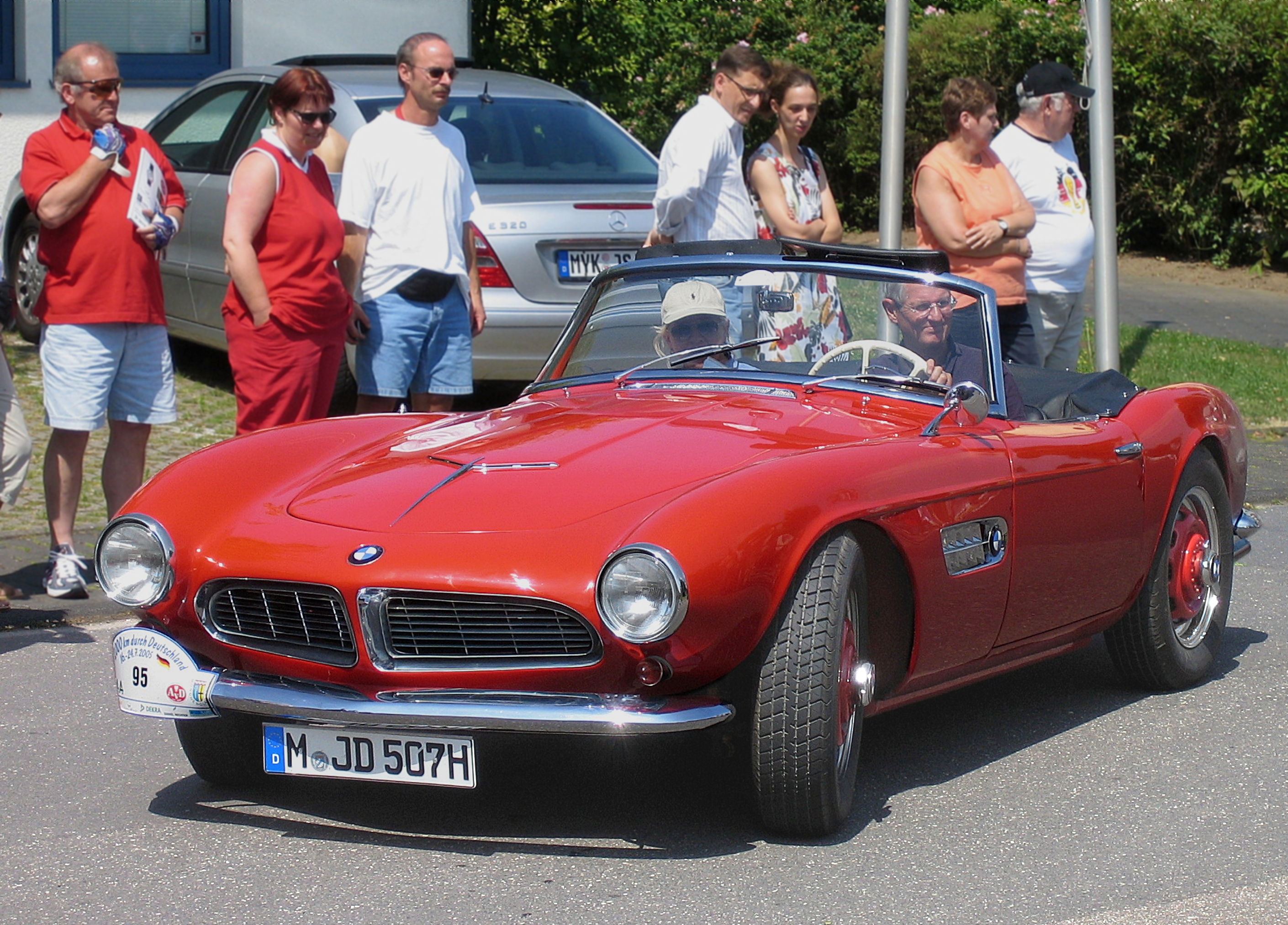
BMW 507 bei „2000 km durch Deutschland“ in Mülheim-Kärlich 2005
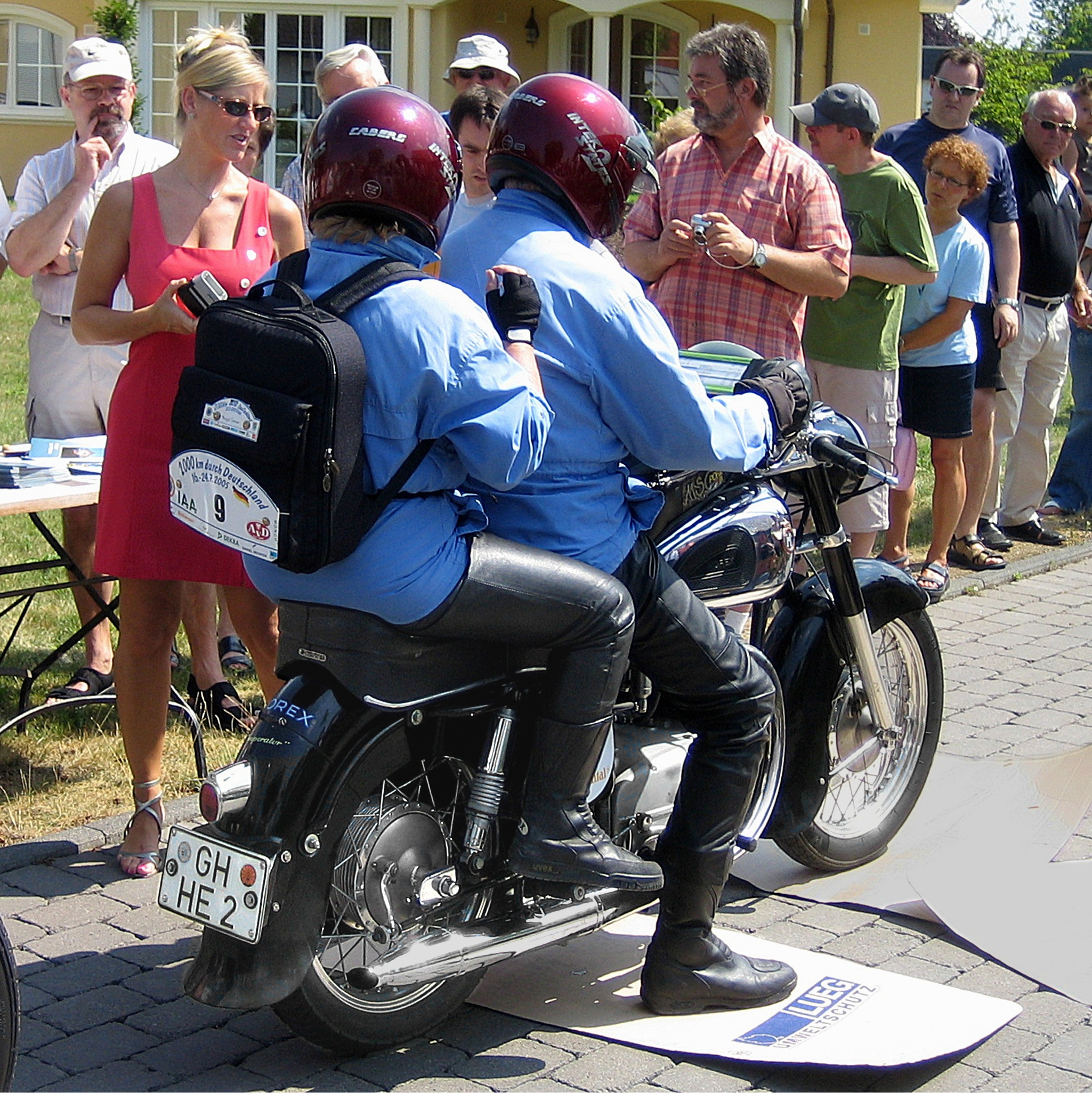
Horex Imperator 2005 an der Kontrollstelle in Mülheim-Kärlich
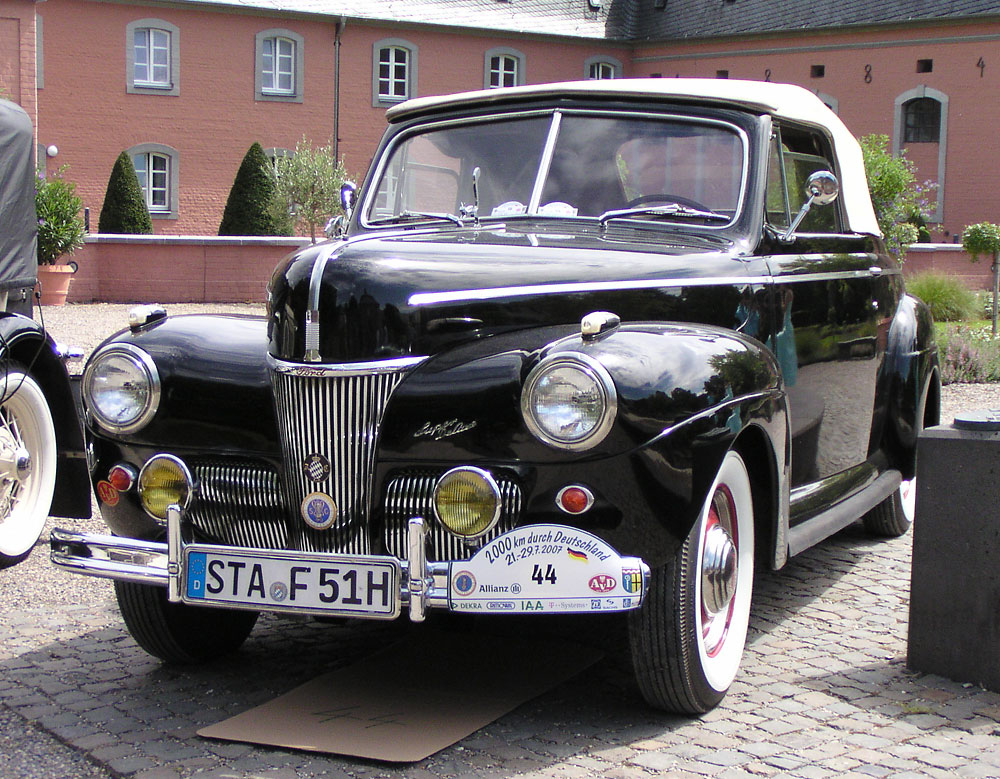
Ford Super Deluxe bei „2000 km durch Deutschland“ 2005
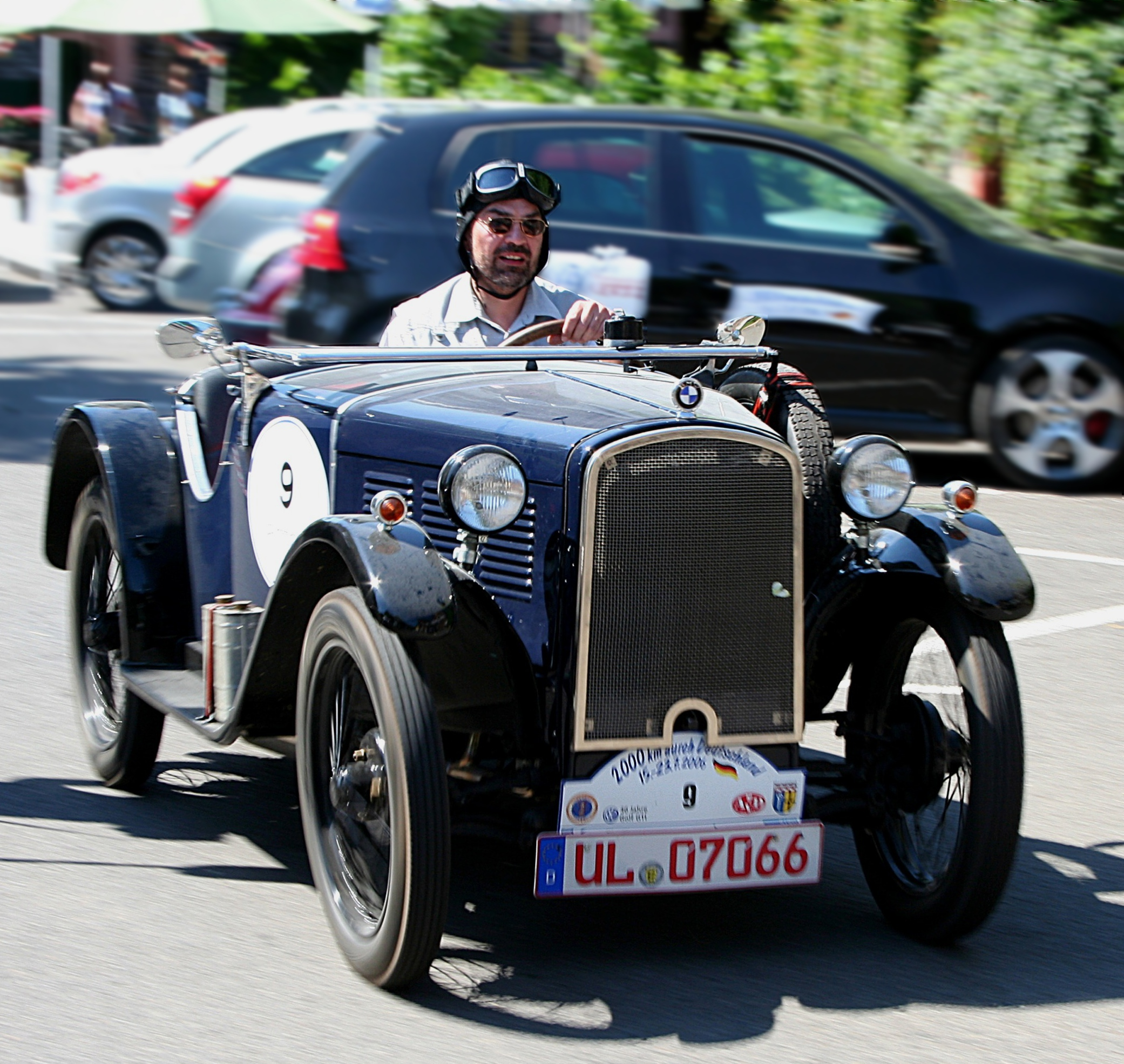
Einer der ältesten Teilnehmer 2006: BMW DA 3/15 von 1930
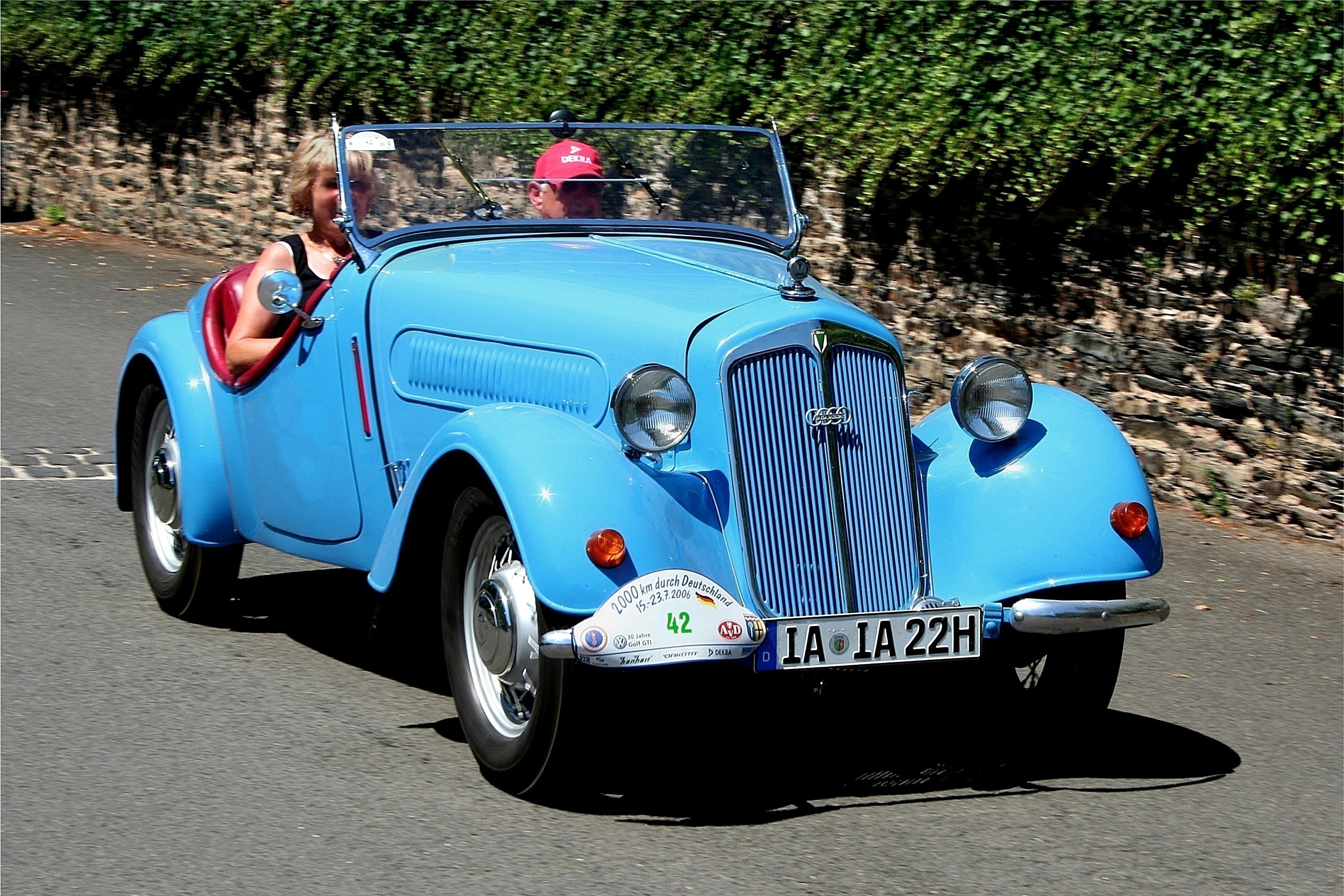
DKW F5 bei „2000 km durch Deutschland“ 2006 in Traben-Trarbach
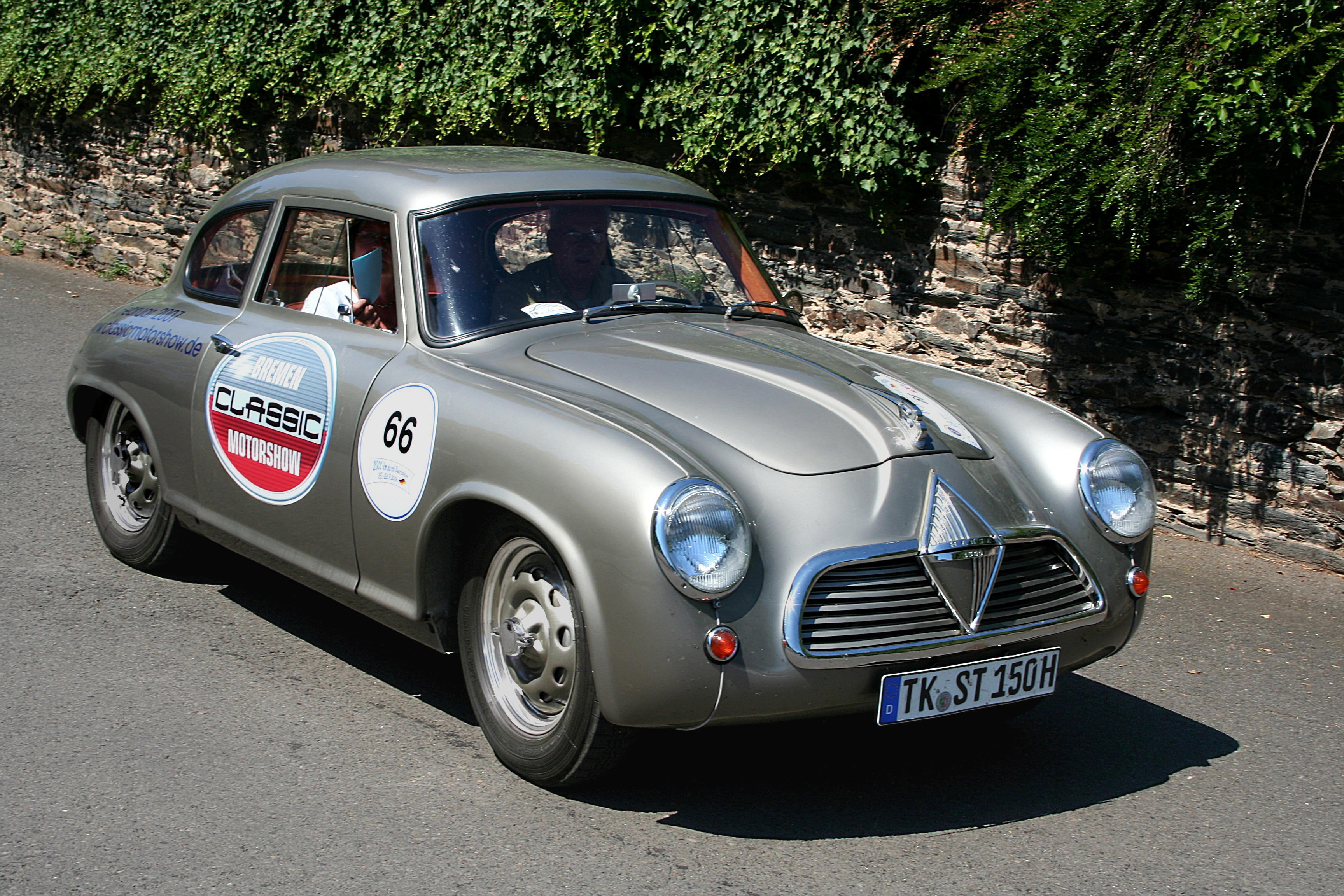
Borgward Hansa 1500 Sportcoupé 2006
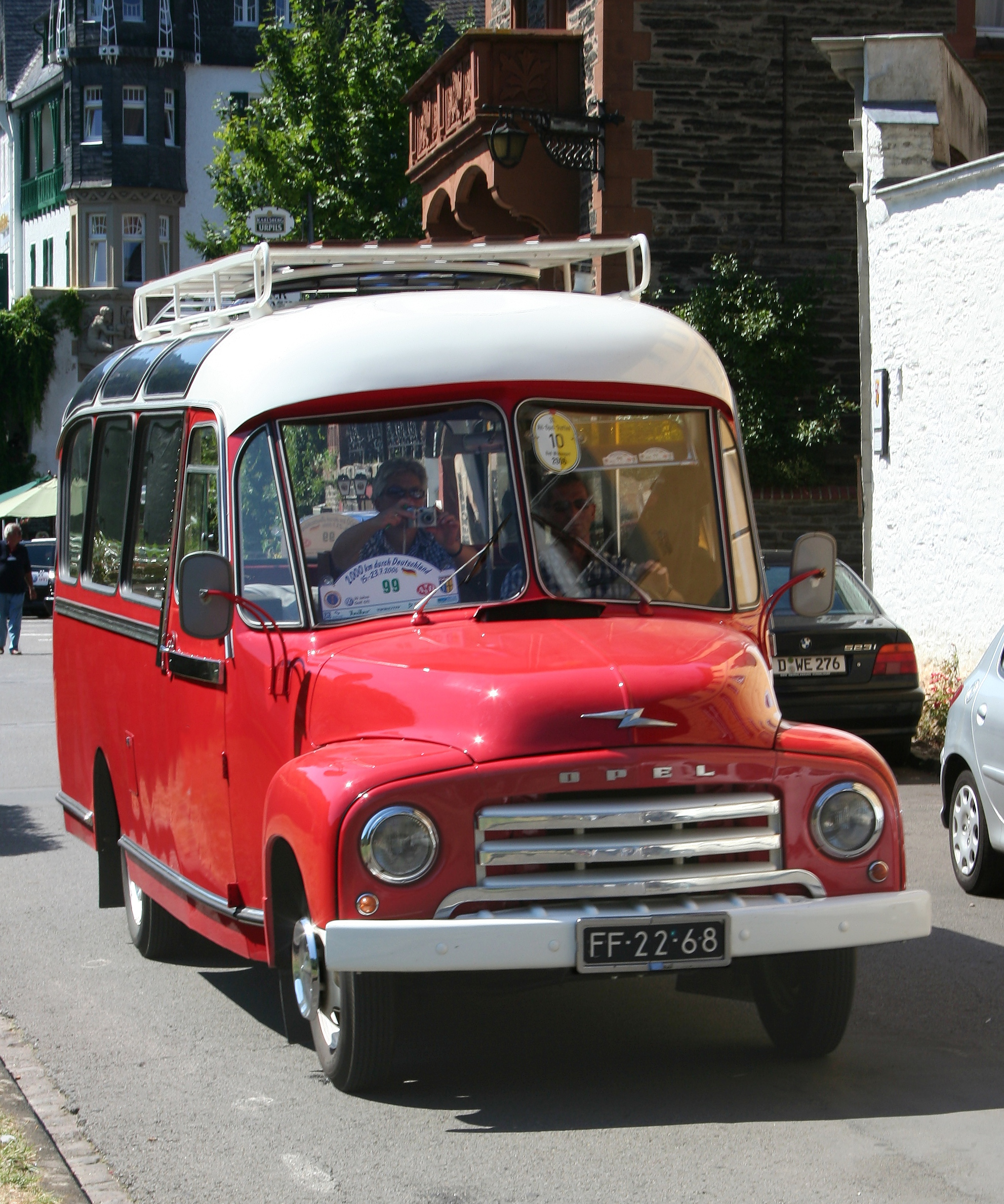
Opel Blitz Panoramabus 2006 in Traben-Trarbach
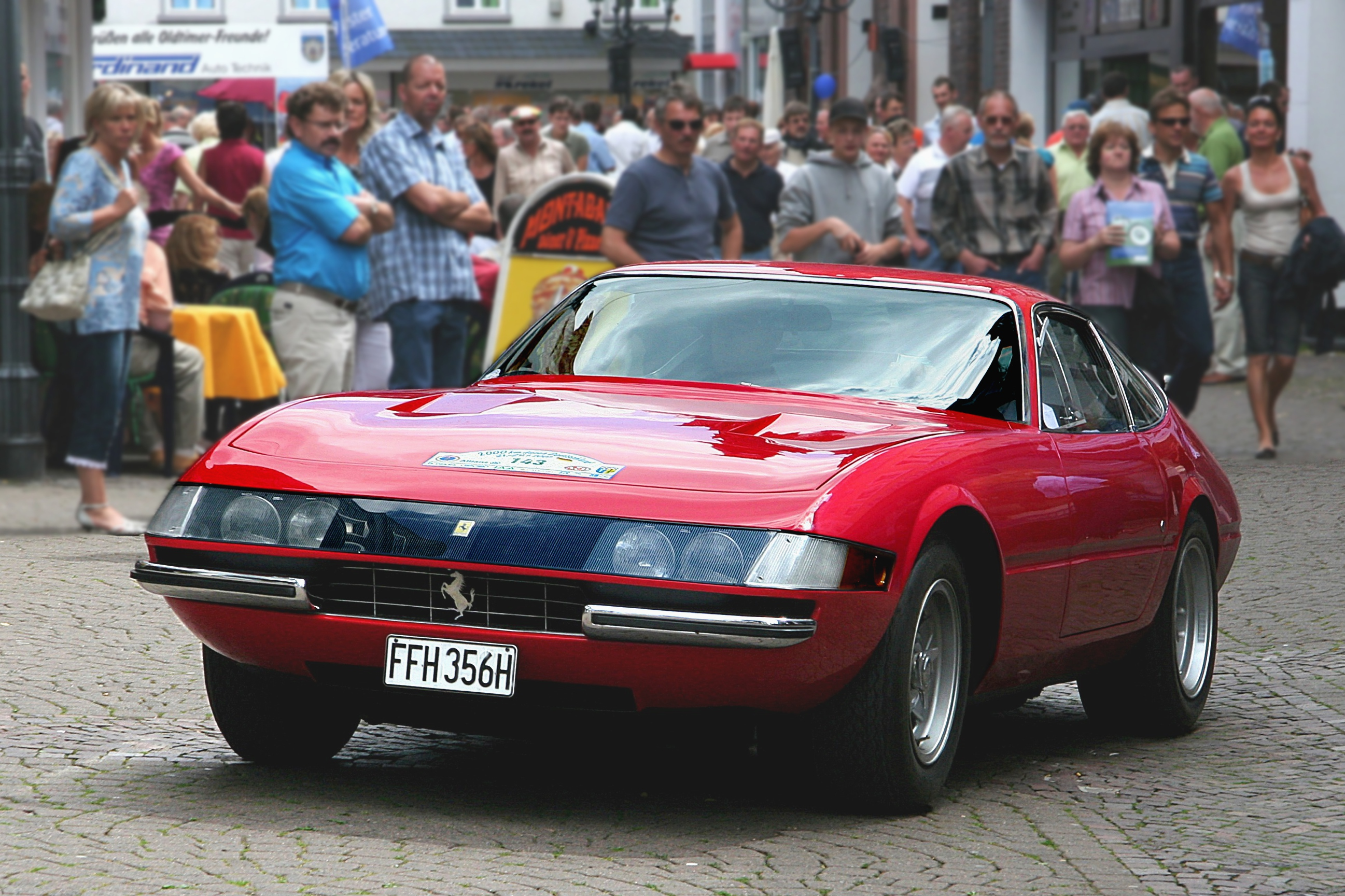
Ferrari 365 GTB/4 in Montabaur 2007
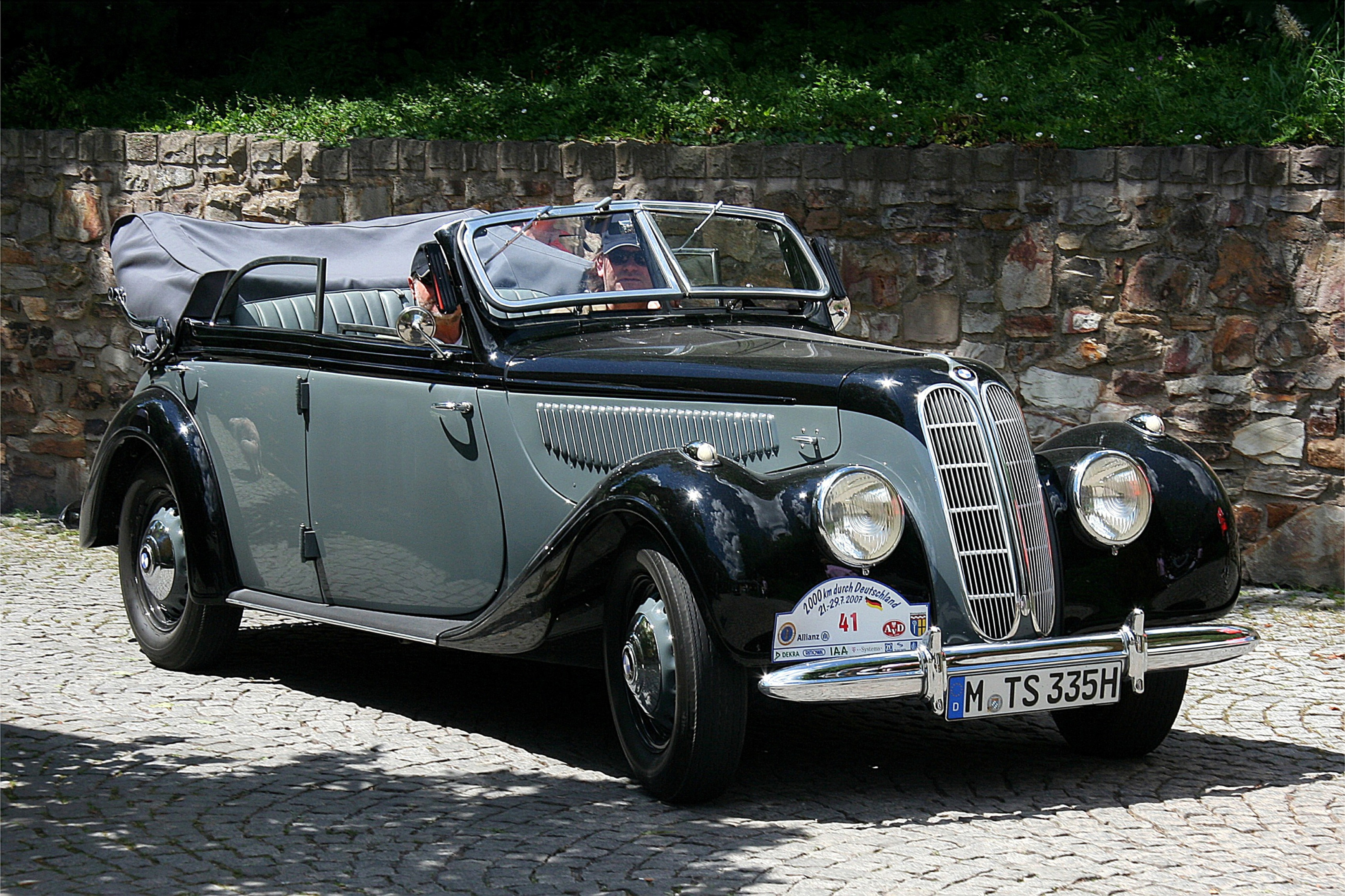
BMW 335 von 1939 in Montabaur 2007
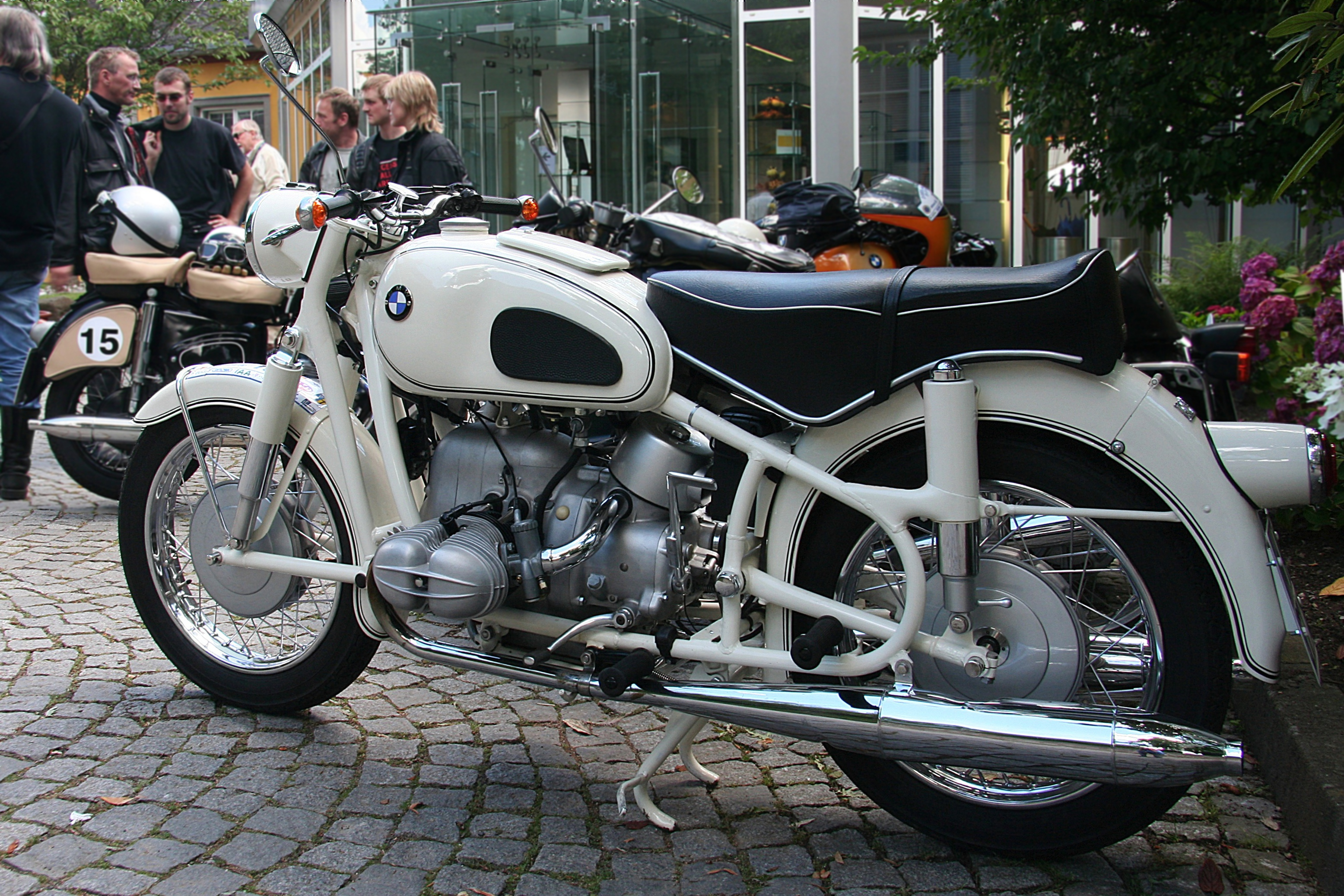
Motorradfahrer 2007 in Montabaur

An der Oldtimerrallye teilnahmeberechtigt waren Pkw und Motorräder mit Straßenzulassung und Mindestalter von 30 Jahren. Sie wurden gemäß den Bestimmungen der Fédération Internationale des Véhicules Anciens (FIVA) in fünf Altersklassen eingeteilt, drei für Autos und zwei für Motorräder. Die Teilnehmerzahl war auf 195 Fahrzeuge beschränkt. Begleitfahrzeuge wurden nicht erlaubt, Inanspruchnahme fremder Pannenhilfe führte zu Punktabzug. Den Anforderungen einer Zuverlässigkeitsfahrt entsprechend fanden teils verdeckte Durchfahrtskontrollen statt, um die Einhaltung der vorgeschriebenen Fahrtroute zu überwachen. Zweimal pro Etappe stand eine Zeitprüfung an, bei der eine vorgegebene Geschwindigkeit möglichst genau eingehalten werden sollte.
Der Park von Schloss Wickrath diente seit 2004 als Start- und Zielort der Fahrt, hier fanden auch der Prolog, eine Rahmenveranstaltung mit Oldtimerausstellung und die Siegerehrung statt. Im Jahr 2006 fanden die 2000 km durch Deutschland vom 15. bis 23. Juli statt und führten mit 193 Teilnehmern über rund 2700 Kilometer. 2007 lief das Ereignis vom 21. bis 29. Juli mit 177 gemeldeten Fahrzeugen. Am 1. Oktober 2007 gab Günter Krön die Organisation der Rallye an die beiden Motorjournalisten Lars Döhmann und Horst-Dieter Görg ab. Im Jahr 2009 fand die Veranstaltung vom 4. bis 12. Juli statt, Start war erstmals in Hannover auf dem Messe-Gelände, Ziel war die Automeile Höherweg in Düsseldorf.
Im Jahr 2016 wurde die Veranstaltung vom BMW Veteranen-Club Deutschland als 2000 km Jubiläums-Deutschland ausgerichtet. Die Streckenführung von 2016 stand unter dem Titel: „Von der Alb bis zur Ostsee und zurück in den Süden nach München. In 10 Etappen über 2000 Km durch die schönsten Gegenden Deutschlands.“ Gestartet wurde in folgenden Fahrzeuggruppen: Klasse 1: Automobile bis 1945, Klasse 2: Motorräder und Gespanne bis 1945, Klasse 3: Automobile ab 1946, Klasse 4: Motorräder und Gespanne ab 1946.